# Poieni (gmina Roșiori)
Poieni – wieś w Rumunii, w okręgu Bacău, w gminie Roșiori. W 2011 roku liczyła 376 mieszkańców.